# دوغان‌کنت (یورغیر)
دوغان‌کنت (به ترکی استانبولی: Doğankent) یک منطقهٔ مسکونی در ترکیه است که در یورغیر واقع شده‌است.